# جمية متفرعة
الجُمِية المتفرعة (باللاتينية: Phacelia racemosa) نوع نباتي ينتمي إلى جنس الجمية من الفصيلة الحمحمية.
موطنها ولاية كاليفورنيا الأمريكية.